# Francisco Inestroza
Francisco Inestroza, né en 1810 à Tegucigalpa et mort le 15 mars 1864, est un homme politique hondurien. Il est président du Honduras du 31 décembre 1863 au 15 mars 1864.